# Heidi Hammel

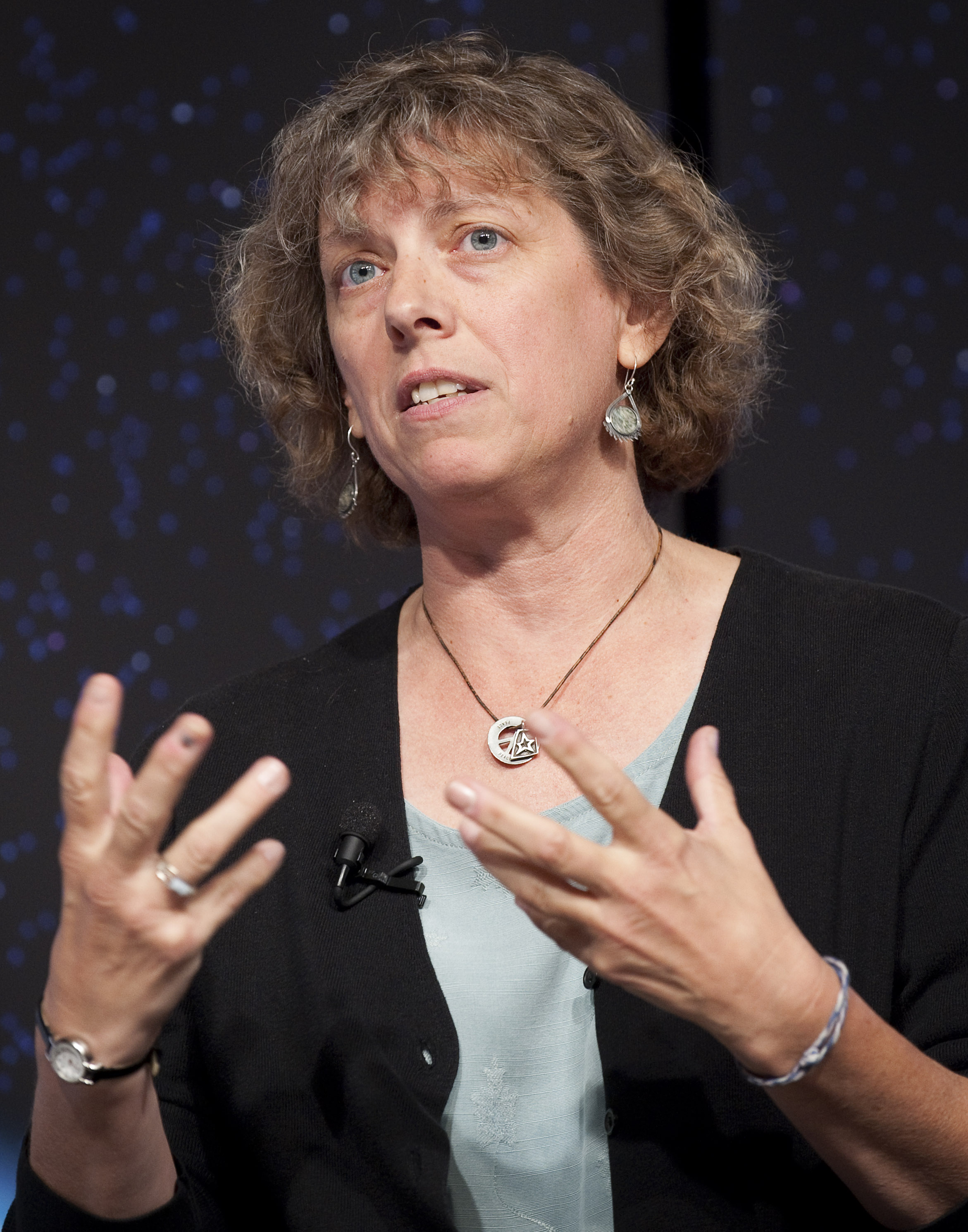
Heidi Hammel 2009

Heidi B. Hammel (* 14. März 1960 in Kalifornien) ist eine US-amerikanische Planetologin, die sich besonders mit den Planeten Uranus und Neptun befasst.
Hammel studierte am Massachusetts Institute of Technology mit dem Bachelor-Abschluss 1982 und wurde 1988 an der University of Hawaii promoviert. Als Post-Doktorandin war sie am Jet Propulsion Laboratory (als Mitglied des Voyager 2 Teams bei dem Vorbeiflug an Neptun) und danach wieder am MIT. 1994 leitete sie die optische Beobachtung des Einschlags des Kometen Shoemaker-Levy 9 im Jupiter mit dem Hubble Space Telescope (HST). Später beobachtete sie vor allem Uranus und Neptun mit dem HST und dem Keck-Teleskop (sowie anderen Teleskopen wie Gemini und Spitzer). 
Im Jahr 1996 wurde der Asteroid (3530) Hammel nach ihr benannt. Sie war ab 1998 Senior Scientist am Space Science Institute in Boulder, an dem sie Ko-Direktorin für Forschung ist. Außerdem wurde sie 2011 Executive Vice President der Association of Universities for Research in Astronomy (AURA), ein Konsortium das auch hinter HST stand. Sie ist interdisziplinäre Wissenschaftlerin am James Webb Space Telescope.
Ein Schwerpunkt ihrer Forschung ist das Wetter auf Uranus und Neptun. Sie gehörte zum Team, das den Great Dark Spot auf Neptun fand (ein Zyklon ähnlich dem großen roten Fleck auf Jupiter) und die bisher höchsten gemessenen Windgeschwindigkeiten im Sonnensystem (ebenfalls auf Neptun).
2002 wurde sie von Discover Magazine unter die 50 Top Women Scientists gewählt. Sie erhielt die Carl Sagan Medal for Excellence in Public Communication in Planetary Science (2002) für ihre mediale Vermittlung der Planetologie in der Öffentlichkeit, den Klumpke-Roberts Award (1995) der Astronomical Society of the Pacific und den Harold-C.-Urey-Preis (1996). 2000 wurde sie Mitglied der American Association for the Advancement of Science. 
Sie wohnt in Ridgefield, Connecticut, ist verheiratet und hat drei Kinder.